# Nick van der Lijke
Nick van der Lijke (Flessingue, 23 de septiembre de 1991) es un ciclista neerlandés que fue profesional entre 2010 y 2023.

## Trayectoria
Fue miembro del equipo Rabobank Development Team desde 2010. En 2014 dio el salto al primer equipo fichando por el conjunto Belkin-Pro Cycling Team. Para la temporada 2016 fichó por el conjunto Roompot Oranje Peloton. En 2020 se unió al equipo Riwal Readynez Cycling Team, siendo uno de los primeros ciclistas no escandinavos de su historia. Con ellos compitió dos años, hasta su retirada en 2021. Regresó a la competición en 2023, año en el que compitió con el Leopard TOGT Pro Cycling antes de volver a retirarse.

## Palmarés
2012
- Tour de Gironde, más 1 etapa

2013
- Beverbeek Classic
- Kreiz Breizh Elites, más 1 etapa

2021
- Kreiz Breizh Elites

## Equipos
- Rabobank Development Team (2010-2013)
- Belkin/Lotto NL (2014-2015)
  - Belkin-Pro Cycling Team (2014)
  - Team Lotto NL-Jumbo (2015)
- Roompot (2016-2019)
  - Roompot Oranje Peloton (2016)
  - Roompot-Nederlandse Loterij (2017-2018)
  - Roompot-Charles (2019)
- Riwal (2020-2021)
  - Riwal Readynez Cycling Team (01.2020-08.2020)
  - Riwal Securitas Cycling Team (08.2020-12.2020)
  - Riwal Cycling Team (2021)
- Leopard TOGT Pro Cycling (2023)